# 小石积
小石积（学名：Osteomeles anthyllidifolia）为蔷薇科小石积属的植物。分布于台湾岛、日本等地。